# Skrzypy (województwo warmińsko-mazurskie)
Skrzypy (niem. Steinhof bei Rosengarten) – osada w Polsce położona w województwie warmińsko-mazurskim, w powiecie węgorzewskim, w gminie Węgorzewo.
W latach 1975–1998 miejscowość administracyjnie należała do województwa suwalskiego.
Obecnie w miejscowości nie ma zabudowy. Obecnie jest w tym miejscu śródpolny nieużytek z pojedynczymi drzewami.